# Thuine
Thuine est une commune du canton (Samtgemeinde) de Freren, située au sud de l'arrondissement du Pays de l'Ems (Emsland), au sud-ouest de la Basse-Saxe (Allemagne).

## Personnalités liées à la commune
- Heinrich Friedrich Wilhelm Perizonius (1802-1895), théologien
- Monika Hermann (1959- ), juge à la Cour constitutionnelle fédérale
- Matthias Mann (1959- ), physicien et biochimiste
- Annette Focks (1964- ), compositrice de musique de film
- Mathias Surmann (1974- ), joueur de football
- Michael Borgstede (1976- ), claveciniste et journaliste